# Llindar d'audició
El llindar d'audició és la intensitat o nivell mínim de so que pot percebre l'oïda humana. Aquest llindar no és el mateix per a totes les freqüències, de manera que els llindars d'audició estàndards corresponen a 0 dB (20 µPa) per a una freqüència d'1 kHz i 25 dB a freqüències molt baixes, entre els 20 i els 80 Hz. Aquest llindar és superior a freqüències baixes perquè es perceben amb menys nivell; mentre que en cas contrari, les freqüències altes es perceben amb més nivell (corba isofònica).
Els 0 dB (llindar d'audició estàndard), corresponen a una variació de la pressió sonora de p0 = 2·10-5 Pa i a una intensitat de I0 = 10-12 [watt/m²].
| Decibels | Pressió (Pa) | Exemple                            |
| -------- | ------------ | ---------------------------------- |
| 180      | 20.000       | Míssils                            |
| 160      | 2.000        | Llançament coet espacial           |
| 150      | 630          | Explosió nuclear                   |
| 140      | 200          | Avió                               |
| 130      | 63           | Erupció volcànica, canó            |
| 120      | 20           | Martell pneumàtic, concert de rock |
| 110      | 6.3          | Discoteca, huracà                  |
| 100      | 2            | Tempesta forta, botzina de cotxe   |
| 90       | 0,63         | Tempesta, moto amb silenciador     |
| 80       | 0,2          | Onades                             |
| 70       | 0,063        | Pluja                              |
| 60       | 0,02         | Conversa normal                    |
| 50       | 0,0063       | Plovisqueig                        |
| 40       | 0,002        | Parlar baix                        |
| 30       | 0,00063      | Xiuxiueig                          |
| 20       | 0,0002       | Moviment de fulles                 |
| 10       | 0,000063     | Nit al camp, ordinador             |
| 0        | 0,00002      | Llindar auditiu                    |

El llindar absolut d'audició és el nivell sonor mínim d'un to pur que una oïda humana mitjana amb audició normal pot escoltar sense cap altre so present. El llindar absolut es relaciona amb el so que només pot escoltar l'organisme. El llindar absolut no és un punt discret i, per tant, es classifica com el punt en què un so provoca una resposta un percentatge especificat del temps. Això també es coneix com el llindar auditiu.
El llindar d'audició s'indica generalment com la pressió sonora mitjana quadràtica de 20 micropascals, és a dir, 0 dB SPL, que correspon a una intensitat del so de 0,98 pW/m2 a 1 atmosfera i 25 °C. És aproximadament el so més silenciós que un ésser humà jove amb l'oïda sense danys pot detectar a 1.000 Hz. El llindar d'audició depèn de la freqüència i s'ha demostrat que la sensibilitat de l'oïda és millor a freqüències entre 2 kHz i 5 kHz, on el llindar arriba fins a -9 dB SPL.